# Тигар (филм)
Тигар је југословенски филм из 1978. године, који је режирао Милан Јелић а сценарио је писао Гордан Михић.

## Радња
Младић звани „Тигар“ је аматерски заљубљен у бокс, због чега је запустио школовање, стицање квалификација, па и лични живот, не мислећи много шта ће да ради кад престане да се бави боксом. Ипак, он има своје назоре о поштењу и кад до тога дође, он жели да својим радом зарађује хлеб. Прво ради као ноћни чувар, а затим као возач хладњаче. На путу сретне младог џепароша и између њих се рађа необично пријатељство. „Тигар“ добије амбицију да овог преступника преваспита. Међутим, испоставља се да је млади крадљивац бољи педагог од њега и да га полако одвлачи на своју страну.

## Улоге
| Глумац                   | Улога                                |
| ------------------------ | ------------------------------------ |
| Љубиша Самарџић          | Шорга „Тигар“                        |
| Славко Штимац            | Чок                                  |
| Вера Чукић               | Барбарела                            |
| Велимир Бата Живојиновић | Директор                             |
| Павле Вуисић             | Тигров тренер                        |
| Снежана Никшић           | Тамара, Тигрова жена                 |
| Радмила Савићевић        | Тамарина мајка                       |
| Душан Јанићијевић        | Тренер                               |
| Рахела Ферари            | Госпођа Хаџиздравковић               |
| Божидар Павићевић Лонга  | Шеф транспорта у предузећу           |
| Радмила Гутеша           | Медицинска сестра                    |
| Драгомир Фелба           | Тамарин отац                         |
| Јанез Врховец            | Инспектор                            |
| Јелица Сретеновић        | Студент педагогије                   |
| Иван Ђурђевић            | Стари тренер у колицима              |
| Гизела Вуковић           | Жена на вратима поште                |
| Владан Живковић          | Запослени у фабрици меса 1           |
| Љубомир Ћипранић         | Запослени у фабрици меса 2           |
| Маринко Шебез            | Запослени у фабрици меса 3           |
| Ташко Начић              | Кувар                                |
| Ранко Ковачевић          | Лекар који прегледа боксере пре меча |
| Предраг Милинковић       | Келнер                               |
| Богољуб Петровић         | Камионџија                           |
| Милан Босиљчић Бели      | Немац, Тамарин нови муж              |
| Војислав Мићовић         | Старац са вагом                      |
| Јован Џакула             | Боксер Ђогулоски                     |
| Миња Војводић            |                                      |
| Радомир Поповић          |                                      |
| Растко Тадић             |                                      |
| Ранко Гучевац            |                                      |
| Богдан Јакуш             |                                      |
| Страхиња Мојић           |                                      |
| Олга Познатов            |                                      |
| Љерка Драженовић         |                                      |
| Бранко Петковић          |                                      |
| Раде Вукотић             |                                      |
| Мирјана Николић          |                                      |
| Неда Осмокровић          |                                      |
| Мирослав Хлушичка        |                                      |
| Илонка Догнар            |                                      |